# 日本基督教短期大学
日本基督教短期大学（日语：／ Nihon Kirisutokyō Tanki Daigaku *），简称JCJC，是過去一所位于日本千叶县千叶市稻毛区的私立短期大学，於2009年停辦。

## 概要

### 简介
- 学校最早可以追溯到1946年[1]。短期大学为于1951年开办[1]、由学校法人日本拿撒勒学院[注 2]经营、来源于新教。招生到2006年[2]、停办于2009年[2]。

### 历史
- 1951年 圣书学园短期大学成立并同时设置英文科和神学科、由学校法人圣书农学园经营[2]。
- 1958年 改校名为日本基督教短期大学[2]。
- 1964年 学校法人圣书农学园变更为日本拿撒勒学院[注 2][2]。
- 1992年 神学科变更为基督教学科[2]。
- 2000年 英文科改编为英语沟通学科[2]。
- 2006年 招生最后[2]。
- 2009年 今年10月30日停办[2]。

### 宪章
- 请参看日本基督教短期大学的标志 （日語） 2013年12月8日阅览。

## 学校环境
- 校区：在了千叶县千叶市稻毛区

## 历任校长
- 小盐力：第一代短期大学校长[3]。
- 喜田川信

## 著名人和有关人员
- 大桥宣雄：教员。本短期大学毕业。

## 组织

### 学科
- 基督教学科
- 英语沟通学科[注 1]

### 专科
| - 没有 |

### 业余课程
| - 没有 |

## 知名校友
- 高桥佳代子：前播音员

## 相关链接
- 日本短期大学列表